# Suzy Q
Suzy Q is een van de films uit de reeks telefilms uit 1999, gemaakt als gezamenlijke productie van de Nederlandse publieke omroep. De film, die gebaseerd is op jeugdherinneringen van Frouke Fokkema, was het filmdebuut van zowel actrice Carice van Houten als regisseur Martin Koolhoven, die later nog vaker zouden samenwerken.

## Verhaal
De film speelt zich af in de jaren 60, en gaat over de puber Suzy, die deel uitmaakt van een gezin waarvan de leden het te druk hebben om zich om haar te bekommeren. Vader is werkloos en gefrustreerd dat zijn vrouw geen seks met hem wil, moeder is nogal zweverig, Suzy's ene broer is een somber type en haar andere broer is continu stoned en is veel met muziek bezig op zijn kamer.
Op slinkse wijze belandt Suzy op de hotelkamer van Mick Jagger en Marianne Faithfull, als die in Amsterdam zijn. Daar wordt ze door haar grote idool Jagger gekust. Na afloop wil ze dit dolgraag aan iedereen vertellen, maar niemand wil haar geloven of is überhaupt geïnteresseerd in het verhaal.

## Achtergrond
De telefilm Suzy Q was een groot succes. De film won in zowel binnen- als buitenland vele prijzen en werd hierdoor de meest bekroonde Nederlandse film van 1999, wat uitzonderlijk is voor een televisiefilm.
Door veelvuldig gebruik van bestaande muziek (van onder meer The Rolling Stones, The Turtles, Jimi Hendrix, Tee Set en Booker T & the MG's kon de film geen dvd-release krijgen. Om dezelfde reden kreeg de film ook geen bioscooprelease. Een Franse distributeur wilde de film in Parijs in de bioscoop uitbrengen, maar stuitte op dezelfde problemen. Koolhoven plaatste in 2014 de film zelf op YouTube.
De film werd geschreven door Frouke Fokkema en Martin Koolhoven. De titel verwijst naar het nummer Susie Q, een coverversie van het origineel van Dale Hawkins, op het Amerikaanse album 12 x 5 van The Rolling Stones.

## Trivia
Suzy's T-shirt (en de opdruk) verandert van kleur en felheid afhankelijk van haar stemming.
Mick Jagger werd gespeeld door het toenmalige vriendje van Madonna. Aanvankelijk zou de neef van Jagger de rol van zijn oom spelen, maar die trok zich op het laatst terug, uit angst zijn oom voor het hoofd te stoten.

## Acteurs
| Acteur            | Personage               |
| ----------------- | ----------------------- |
| Carice van Houten | Suzy                    |
| Roeland Fernhout  | Zwier                   |
| Linda van Dyck    | Ruth (Suzy's moeder)    |
| Jack Wouterse     | Ko (Suzy's vader)       |
| Michiel Huisman   | Palmer                  |
| Ricky Koole       | Betty                   |
| Kim la Croix      | Hanna                   |
| Cees Geel         | Jimmy                   |
| Andrew Richard    | Mick Jagger             |
| Miranda Raison    | Marianne Faithfull      |
| Hugo Koolschijn   | Fotograaf               |
| Leonoor Pauw      | Receptionist            |
| Halina Reijn      | Prostituee              |
| Frans de Wit      | Barman                  |
| Joanne Gomperts   | Meisje buiten het hotel |